# Natalia Mărășescu
Natalia Andrei-Mărășescu, romunska atletinja, * 3. oktober 1952, Căpreni, Romunija.
Nastopila je na poletnih olimpijskih igrah v letih 1976 in 1980, ko je osvojila deveto mesto v teku na 1500 m. Na evropskih prvenstvih je osvojila srebrni medalji leta 1978 v teku na 1500 m in 3000 m, na evropskih dvoranskih prvenstvih pa dva naslova prvakinje in dve srebrni medalji v teku na 1500 m. Dvakrat je postavila svetovni rekord v teku na miljo,ki ga je držala med letoma 1977 in 1980. Leta 1979 je prejela osemnajstmesečno prepoved nastopanja zaradi dopinga, toda kazen so ji kasneje skrajšali na osem mesecev.